# Nastanthus agglomeratus
Nastanthus agglomeratus är en calyceraväxtart som beskrevs av John Miers. Nastanthus agglomeratus ingår i släktet Nastanthus och familjen calyceraväxter. Utöver nominatformen finns också underarten N. a. pinnatifidus.

## Bildgalleri

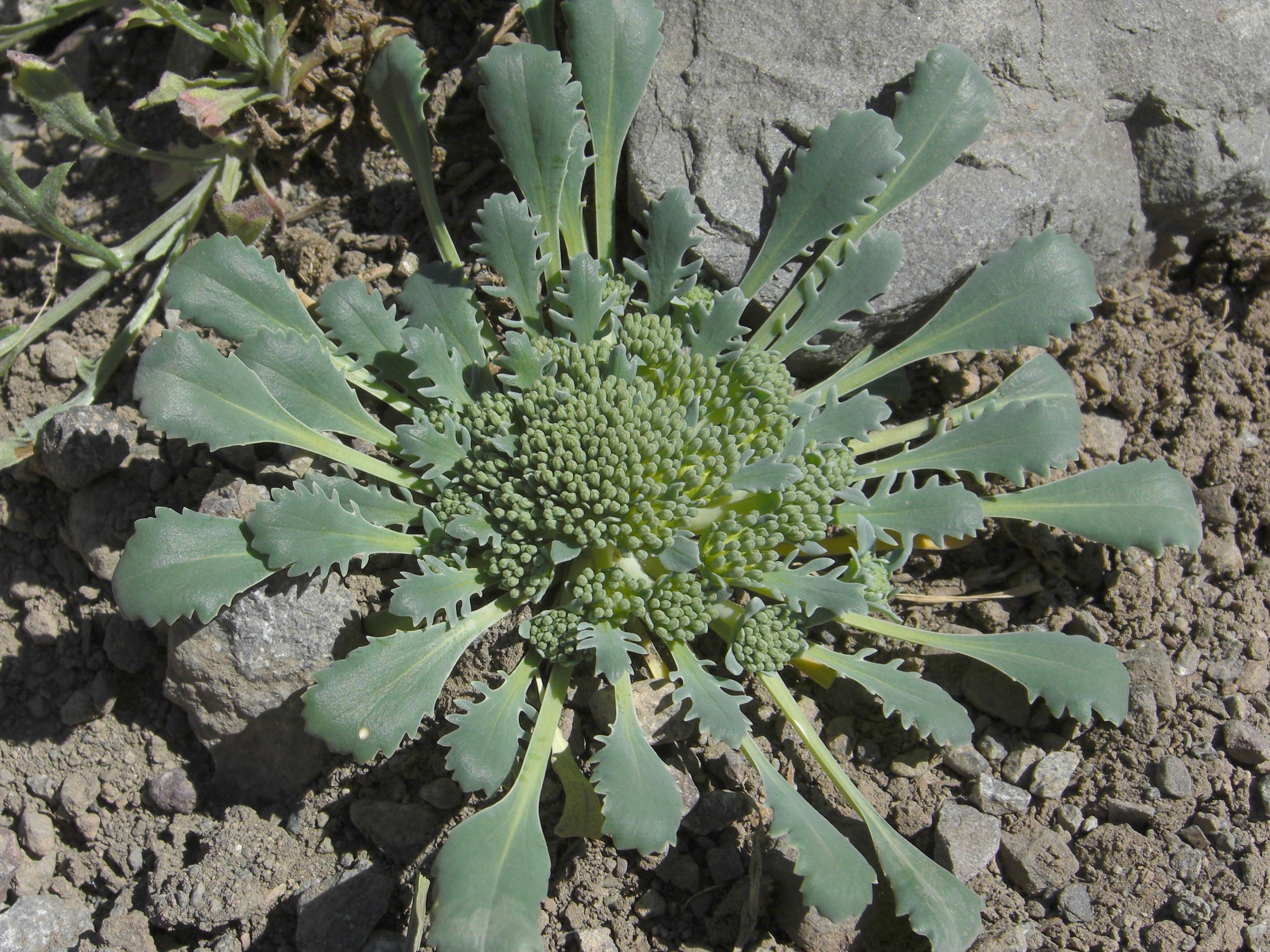